# Neuer Pendelzug
Neuer Pendelzug (NPZ) ist die Bezeichnung für Schweizer Regionalzugskompositionen, die in den Jahren 1972 bis 1996 in leicht unterschiedlichen Ausführungen gebaut wurden:
- Neuer Pendelzug/Triebwagen SBB RBDe 4/4 + Bt (RBDe 560, 561, 562) der Schweizerischen Bundesbahnen
- Neuer Pendelzug/Triebwagen SOB RBDe 566, der Schweizerischen Südostbahn AG, ehemals Schweizerischen Südostbahn
- Neuer Pendelzug/Triebwagen TRAVYS RBDe 568, der Travys, ehemals Chemin de fer Pont-Brassus
- Neuer Pendelzug/Triebwagen MBS ET/ES 10, der Montafonerbahn (Vorarlberg, Österreich)

Sogenannte «Privatbahn-NPZ» wurden in den Jahren 1982 bis 1992 für weitere Schweizer Privatbahnen gebaut:
- Privatbahn-NPZ/Triebwagen BLS RBDe 565 der BLS AG, ehemals BLS Lötschbergbahn, ehemals BLS-Gruppe
- Privatbahn-NPZ/Triebwagen BLS RBDe 566 II der BLS AG, ehemals Regionalverkehr Mittelland, ehemals EBT-Gruppe
- Privatbahn-NPZ/Triebwagen SOB RBDe 566 der Schweizerischen Südostbahn AG, ehemals Bodensee–Toggenburg-Bahn
- Privatbahn-NPZ/Triebwagen TPF-TRN RBDe 567 der Transports publics fribourgeois und der TRN SA

In neuerer Zeit wurde die Abkürzung NPZ teilweise als «Nahverkehrspendelzug» gedeutet, obwohl der Begriff Nahverkehr in der Schweiz nicht gebräuchlich ist bzw. tariflich etwas anderes bezeichnet als in Deutschland (nämlich den Ortsverkehr).